# Particella X17
La particella X17 è una particella elementare ipotetica proposta dal ricercatore ungherese Attila Krasznahorkay e dai suoi colleghi per spiegare alcuni risultati di misurazione anomali, ossia grandi angoli osservati nei percorsi di traiettoria delle particelle prodotte durante una transizione nucleare di atomi di berillio-8 e in atomi di elio stabili. La particella potrebbe essere il vettore forza per un'ipotetica quinta forza, possibilmente connessa con la materia oscura, ed è stata descritta come un bosone X "protofobo" (cioè che ignora i protoni) con una massa di circa 17 MeV.

## Storia
Nel 2015 Krasznahorkay e i suoi colleghi dell'ATOMKI, l'istituto ungherese per la ricerca nucleare, ipotizzarono l'esistenza di un nuovo bosone leggero con una massa di circa 17 MeV (34 volte più pesante dell'elettrone). Nel tentativo di trovare un fotone scuro, il team sparò protoni contro bersagli sottili di litio-7, il che generò nuclei instabili di berillio-8 che poi decaddero e produssero coppie di elettroni e positroni. Decadimenti in eccesso vennero osservati con un angolo di apertura di 140° tra elettroni e positroni e un'energia combinata di circa 17 MeV. Questo indicò che una piccola frazione di berillio-8 potesse liberare la sua energia in eccesso sotto forma di una nuova particella. Il risultato è stato ripetuto con successo dal team.
Nel 2016 Feng et al. proposero che un bosone X "protofobo", con una massa di 16,7 MeV e accoppiamenti soppressi ai protoni rispetto a neutroni ed elettroni nell'intervallo del femtometro, avrebbe potuto spiegare i dati. La forza potrebbe inoltre spiegare il momento magnetico anomalo dei muoni e fornire un candidato per la materia oscura. Al 2019 sono in corso diversi esperimenti di ricerca per tentare di convalidare o confutare questi risultati.
Nel 2019 Krasznahorkay et al. pubblicarono un preprint annunciando che lui e il suo team di ATOMKI avevano osservato con successo le stesse anomalie nel decadimento degli atomi di elio stabili che erano state osservate nel berillio-8, rafforzando la tesi dell'esistenza della particella X17. Questo è stato riportato nel giornalismo scientifico, concentrandosi in gran parte sulle implicazioni che l'esistenza della particella e di una quinta forza corrispondente avrebbero nella ricerca della materia oscura.

## Scetticismo
Al dicembre 2019 la pubblicazione dell'ATOMKI descrivente la particella non è stata ancora soggetta a revisione paritaria e dovrebbe essere dunque considerata come preliminare. In più, tentativi del CERN e di altri gruppi volti a identificare la particella non hanno avuto successo finora.
Il team dell'ATOMKI affermò inizialmente di aver trovato numerose altre particelle nuove nel 2016, ma abbandonò in seguito queste dichiarazioni. Il team è stato anche accusato di selezionare i risultati che supportavano l'esistenza di particelle nuove, scartando i risultati nulli (una pratica nota come cherry picking).
La particella non è infine consistente col modello standard e quindi la sua eventuale esistenza necessiterebbe di essere spiegata attraverso un'altra teoria.